# Campionati italiani di duathlon sprint del 2020
I Campionati italiani di duathlon sprint del 2020 (edizione XIII) sono stati organizzati dalla Federazione Italiana Triathlon e si sono tenuti a Caorle il 18 ottobre 2020.
Tra gli uomini ha vinto Nicolò Strada (Raschiani Triathlon), mentre la gara femminile è andata a Ilaria Zane (DDS).

## Risultati

### Élite uomini
| Pos. | Atleta                | Società sportiva       | Corsa    | Bici     | Corsa    | Totale   |
| ---- | --------------------- | ---------------------- | -------- | -------- | -------- | -------- |
|      | Nicolò Strada         | Raschiani Triathlon    | 00:14:21 | 00:29:07 | 00:08:16 | 00:53:02 |
|      | Massimo Cigana        | Eroi del Piave         | 00:14:51 | 00:28:35 | 00:08:27 | 00:53:16 |
|      | Davide Ingrillì       | Raschiani Triathlon    | 00:14:34 | 00:29:41 | 00:08:04 | 00:53:29 |
| 4    | Marco Rinaldi         | CUS Parma              | 00:14:42 | 00:29:05 | 00:08:37 | 00:53:38 |
| 5    | Riccardo Brighi       | CUS Parma              | 00:14:24 | 00:29:51 | 00:08:11 | 00:53:42 |
| 6    | Alessandro De Angelis | Minerva Roma           | 00:14:22 | 00:30:20 | 00:08:03 | 00:53:59 |
| 7    | Diego Luca Boraschi   | Torrino-Roma Triathlon | 00:13:53 | 00:30:58 | 00:07:55 | 00:54:06 |
| 8    | Giulio Pugliese       | Torrino-Roma Triathlon | 00:14:35 | 00:30:12 | 00:08:24 | 00:54:26 |
| 9    | Andrea Secchiero      | Fiamme Oro             | 00:14:21 | 00:30:33 | 00:08:22 | 00:54:29 |
| 10   | Marco Corti           | Zerotrenta Triathlon   | 00:15:29 | 00:29:11 | 00:08:27 | 00:54:29 |
| 11   | Michele Bortolamedi   | K3 Cremona             | 00:14:17 | 00:30:29 | 00:08:37 | 00:54:35 |
| 12   | Stefano Lombardi      | Venus Triathlon        | 00:14:46 | 00:30:30 | 00:08:16 | 00:54:54 |
| 13   | Filippo Cattabriga    | Minerva Roma           | 00:14:18 | 00:30:31 | 00:08:59 | 00:54:59 |
| 14   | Emanuele Faraco       | Terra dello Sport      | 00:15:33 | 00:29:45 | 00:08:25 | 00:54:59 |
| 15   | Federico Spinazzè     | Silca Ultralite        | 00:14:57 | 00:30:23 | 00:08:28 | 00:55:06 |
| 16   | Filippo Panichi       | Leone                  | 00:15:31 | 00:29:30 | 00:08:51 | 00:55:09 |
| 17   | Dario Chitti          | CUS Parma              | 00:14:50 | 00:30:23 | 00:08:42 | 00:55:11 |
| 18   | Francesco Gazzina     | Minerva Roma           | 00:14:37 | 00:30:09 | 00:09:14 | 00:55:16 |
| 19   | Luca Bruni            | K3 Cremona             | 00:14:37 | 00:30:12 | 00:09:18 | 00:55:19 |
| 20   | Valerio Cattabriga    | Minerva Roma           | 00:14:51 | 00:30:34 | 00:08:41 | 00:55:20 |

### Élite donne
| Pos. | Atleta              | Società sportiva    | Corsa    | Bici     | Corsa    | Totale   |
| ---- | ------------------- | ------------------- | -------- | -------- | -------- | -------- |
|      | Ilaria Zane         | DDS                 | 00:15:50 | 00:32:33 | 00:08:45 | 00:58:01 |
|      | Alessia Orla        | DDS                 | 00:16:30 | 00:32:54 | 00:09:09 | 00:59:32 |
|      | Costanza Arpinelli  | Minerva Roma        | 00:15:49 | 00:34:13 | 00:08:56 | 00:59:54 |
| 4    | Lisa Schanung       | T.D. Rimini         | 00:17:05 | 00:32:43 | 00:10:42 | 01:00:30 |
| 5    | Myral Greco         | Minerva Roma        | 00:16:35 | 00:33:52 | 00:10:21 | 01:00:48 |
| 6    | Valentina Rosamilia | Minerva Roma        | 00:16:23 | 00:34:30 | 00:09:18 | 01:01:13 |
| 7    | Federica Parodi     | T.D. Rimini         | 00:16:30 | 00:34:20 | 00:10:28 | 01:01:18 |
| 8    | Francesca Crestani  | CY Laser TriSchio   | 00:17:09 | 00:33:06 | 00:11:05 | 01:01:20 |
| 9    | Asia Mercatelli     | Raschiani Triathlon | 00:16:30 | 00:34:20 | 00:10:39 | 01:01:29 |
| 10   | Carlotta Bonacina   | Raschiani Triathlon | 00:16:31 | 00:35:06 | 00:09:33 | 01:02:02 |
| 11   | Chiara Cavalli      | Sai Frecce Bianche  | 00:17:40 | 00:33:34 | 00:11:29 | 01:02:43 |
| 12   | Elena Maria Petrini | Fiamme Azzurre      | 00:17:03 | 00:35:24 | 00:09:27 | 01:02:53 |
| 13   | Alice Capone        | Raschiani Triathlon | 00:17:04 | 00:34:55 | 00:11:02 | 01:03:01 |
| 14   | Chiara Cocchi       | T.D. Rimini         | 00:17:27 | 00:34:47 | 00:09:49 | 01:03:02 |
| 15   | Chiara Lobba        | CY Laser TriSchio   | 00:16:52 | 00:34:58 | 00:11:20 | 01:03:10 |
| 16   | Monica Cibin        | Valdigne Triathlon  | 00:17:03 | 00:34:48 | 00:11:25 | 01:03:16 |
| 17   | Simona Cargnino     | Pro Patria Milano   | 00:17:33 | 00:34:47 | 00:09:56 | 01:03:30 |
| 18   | Cristina Ventura    | Magma Team          | 00:17:19 | 00:35:06 | 00:11:55 | 01:04:20 |
| 19   | Elisa Terrinoni     | Minerva Roma        | 00:17:41 | 00:35:46 | 00:09:55 | 01:04:20 |
| 20   | Alessandra Tamburri | Minerva Roma        | 00:17:27 | 00:36:03 | 00:09:50 | 01:04:22 |